# Marko Dekić
Marko Dekić-Bodoljaš (u mađarskim izvorima Dékity Márk)(Santovo, Mađarska, 1937.) je hrvatski književnik iz Mađarske. Pisao je pjesme i književna djela za djecu. Kao novinar je pisao članke, intervjue, crtice.

## O Dekiću
Pjesme je počeo pisati još u osnovnoj školi.
Prvi posao mu je bio posao seoskog učitelja. 
Politički je bio aktivan, pa je tako djelovao u DSJS-u.
Bio je urednikom u Hrvatskom glasniku i Narodnim novinama. Kako je rekao "nastojao sam svjesno i vjernoslužiti svojoj narodnosti, objektivno osli-kavajući pojedine, za našega jednostavnogate intelektualnoga čovjeka važna društve-no-politička zbivanja, kulturno-prosvjetnedogađaje, svakodnevne brige i djelatnostipojedinaca, zajednica pa i šireg namžiteljstva na ovim panonskim prostorima."
Najplodniji je predstavnik dječjeg pjesništva Hrvata u Mađarskoj u '60-ima i '70-ima. Objavio je šest zbirka dječje poezije.

## Djela
- Stopama djetinjstva
- S bačvanske ravnice

Neke pjesme su mu ušle u antologiju hrvatske poezije u Mađarskoj 1945. – 2000. urednika Stjepana Blažetina Rasuto biserje. 
Svojim djelima je ušao u antologiju Pjesništvo Hrvata u Mađarskoj = Poemaro de kroatoj en Hungario, urednika Đure Vidmarovića, Marije Belošević i Mije Karagića.

## Nagrade
2005. je dobio priznanje mađarskog Ministarstva mladeži, socijalne skrbi,obitelji i jednakosti, za vrijeme mandata ministrice Kinge Göncz.